# Túnel romano

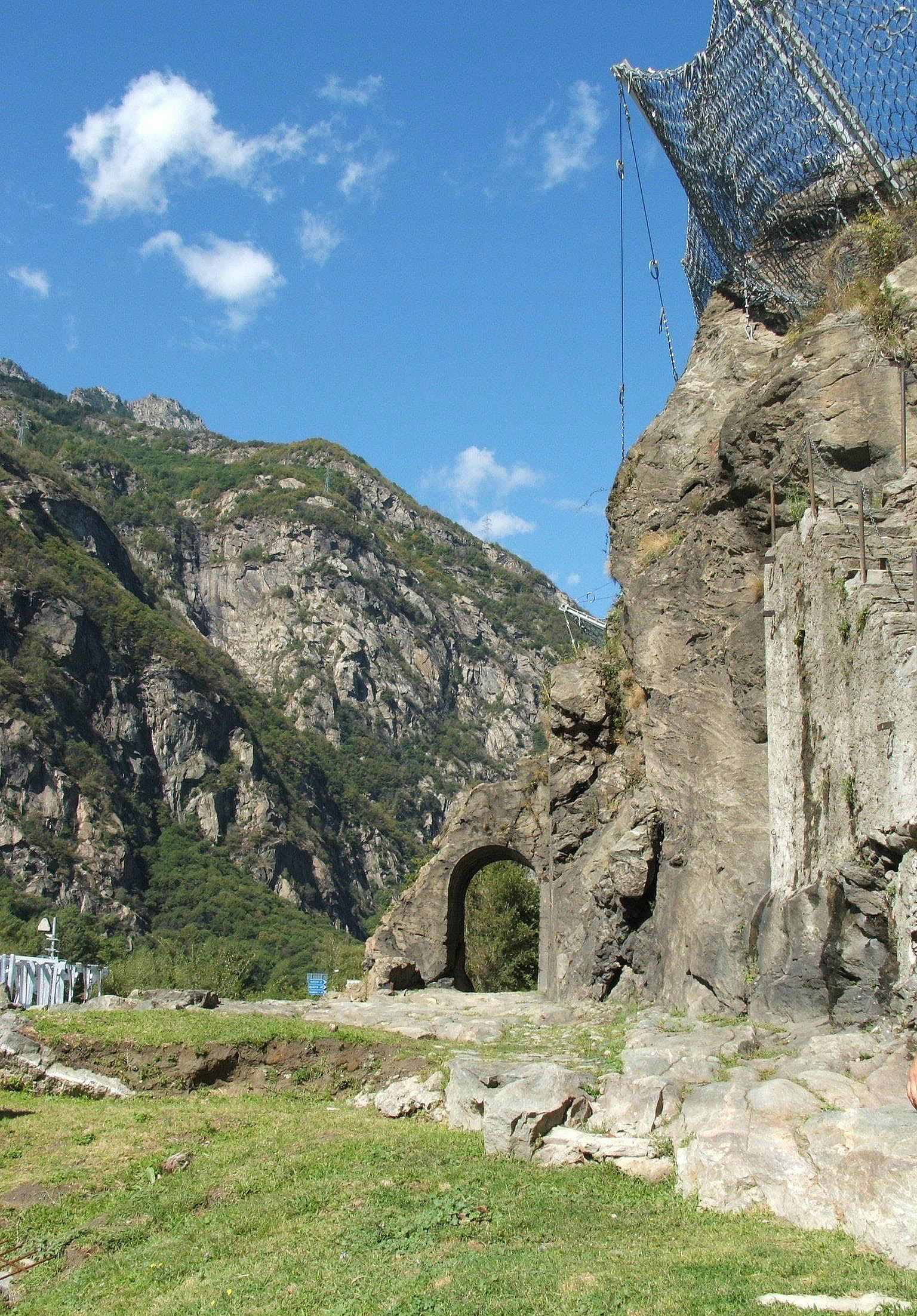
La calzada romana y túnel de Donnaz, en Pont-Saint-Martin (Valle de Aosta)

Algunos túneles romanos han conseguido llegar sin muchas modificaciones hasta nuestros días, convertidos en verdaderas obras de arte y de ingeniería, aunque son mucho más discretos que los puentes, su construcción era mucho más complicada para la limitada tecnología romana.
Fueron construidos con una utilidad igual a la actual, ya que estas galerías fueron excavadas para permitir el paso de una calzada a través de una montaña. Podemos distinguir, al menos, tres tipos de fábrica de túneles, además de pasos semiexcavados, que pueden encontrarse en varias provincias del antiguo Imperio romano.

## Técnica
Los romanos dominaban las técnicas de perforación y ruptura de rocas, poniéndolas habitualmente en práctica en la excavación de galerías de minas y de acueductos. A su disposición tenían todo el utillaje propio de la cantería, como mazas, picos, buriles..., realizados en hierro, cuya forma era similar a la de los instrumentos actuales.
Además, utilizaban el juego de dilatación-contracción para romper determinadas rocas, para lo cual las calentaban con hogueras vivas, para apagar bruscamente el fuego con agua y conseguir la ruptura. También conocían las propiedades del vinagre para debilitar rocas, particularmente calizas, para lo que trazaban surcos en la piedra sobre el que derramaban el ácido acético caliente y lo dejaban actuar, debilitando la piedra.

## Obras

### Pasos en desfiladeros y gargantas

#### Vía del Gran San Bernardo
La calzada romana del paso del Gran San Bernardo tiene restos del antiguo trazado romano, con bermas laterales, puentes y túneles.

#### Puertas de Hierro y Tabula Trajana
Paso excavado en la pared del desfiladero del Danubio en la vía estratégica construida por Trajano, concretamente a través de una plataforma de madera, que sobresale parcialmente sobre una cornisa excavada en la piedra del desfiladero, elevada un tanto sobre el nivel medio del río.

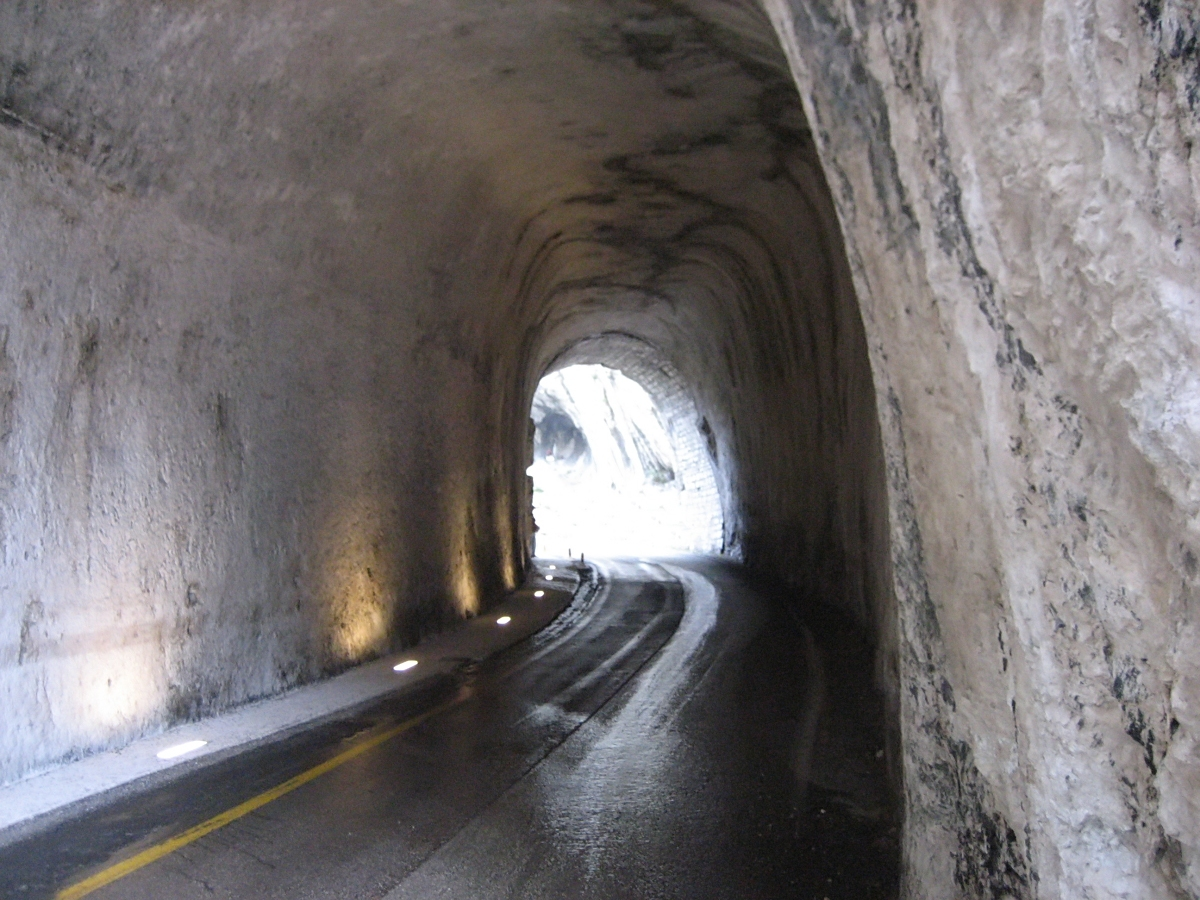
Túnel romano de Furlo

#### Túnel del Furlo
Túnel excavado en la caliza de los Apeninos con una longitud de 38 m en la Vía Flaminia, entre Roma y la costa del Adriático. Su perfil es curvado y fue realizado bajo el imperio de Vespasiano.

### Excavaciones en macizos rocosos
Los ingenieros romanos utilizaban diferentes recursos para excavar los macizos de rocas y así practicar aberturas que permitieran pasar calzadas por zonas abruptas, como puede observarse en algunos espectaculares ejemplos, como la salida del Túnel de Donnaz, en algunas secciones de las vías romanas en el Jura, particularmente cerca de Poligny, y, a mucha mayor escala, en el paso de la Vía Appia por debajo del templo de Júpiter Anxur en Terracina.

### Túneles cortos
Se realizaban para asegurar pasos de calzadas en lugares rocosos, bien porque el espacio al borde de un precipicio era muy reducido, bien porque había posibilidad de desprendimientos.

#### Túnel de Donnaz
45°36′08″N 7°45′40″E / 45.602293, 7.761231
El Túnel de Donnaz, cerca de la aldea de Donnas, 2 km al oeste de Pont-Saint-Martin (Valle de Aosta), presenta una buena sección de calzada romana tallada en la roca, apareciendo también un Miliario y un pequeño túnel con forma de portal prolonagado durante varios metros.

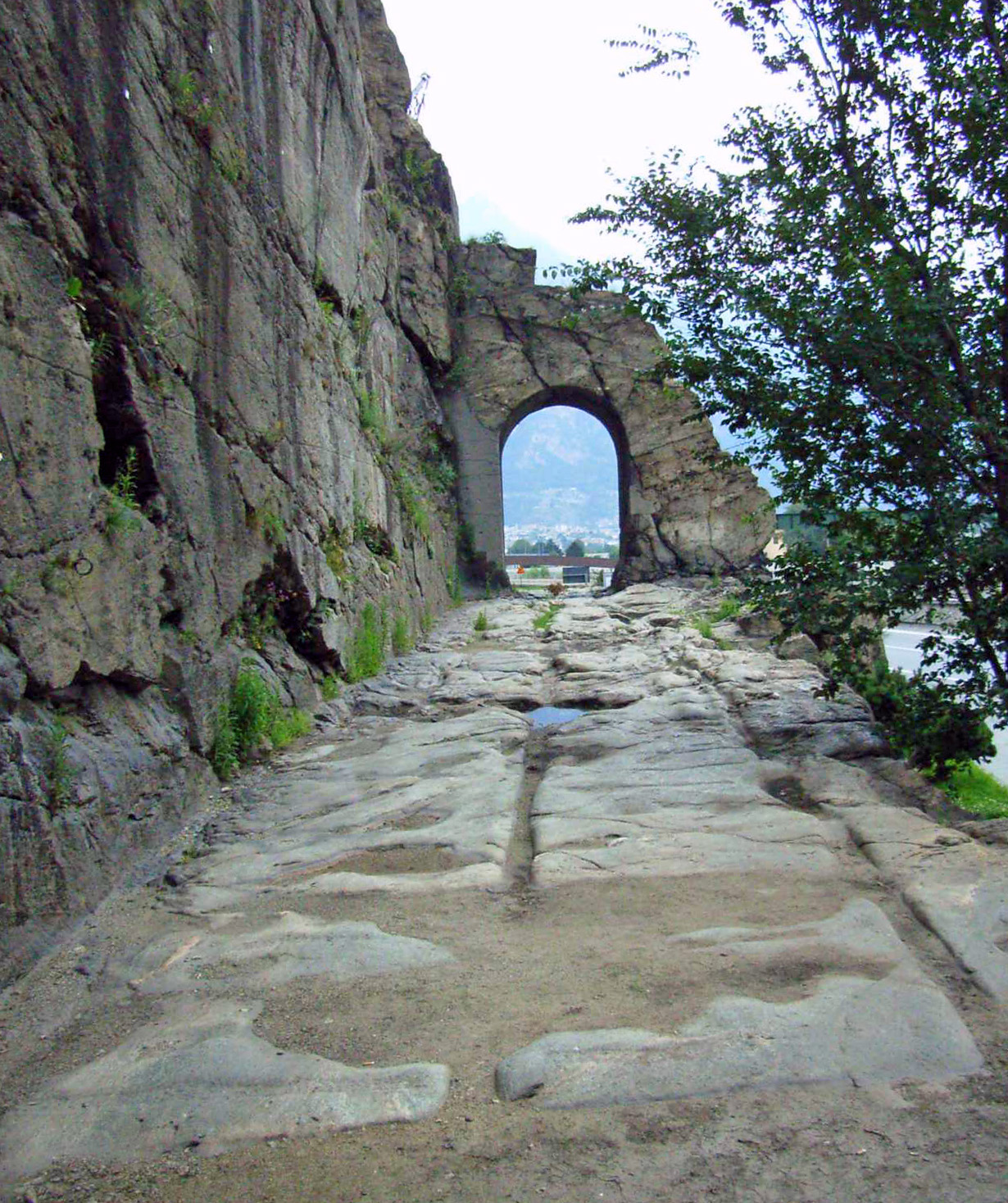
Túnel de Donnaz
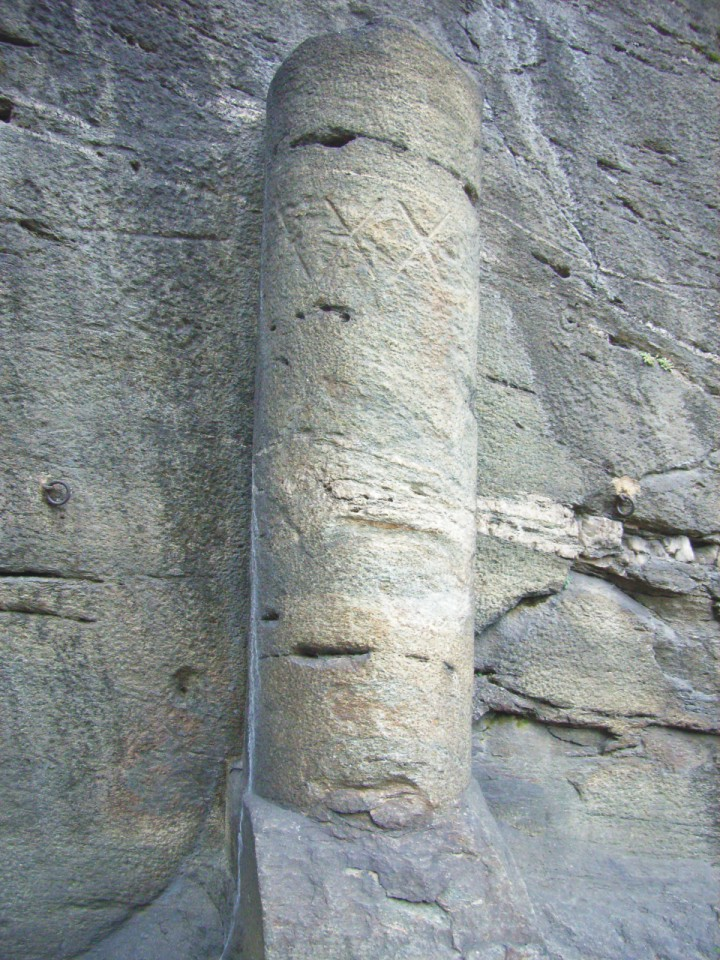
Miliario, junto al túnel de Donnaz

#### Puerta tallada en Besançon
47°13′43″N 6°02′18″E / 47.228566, 6.038392

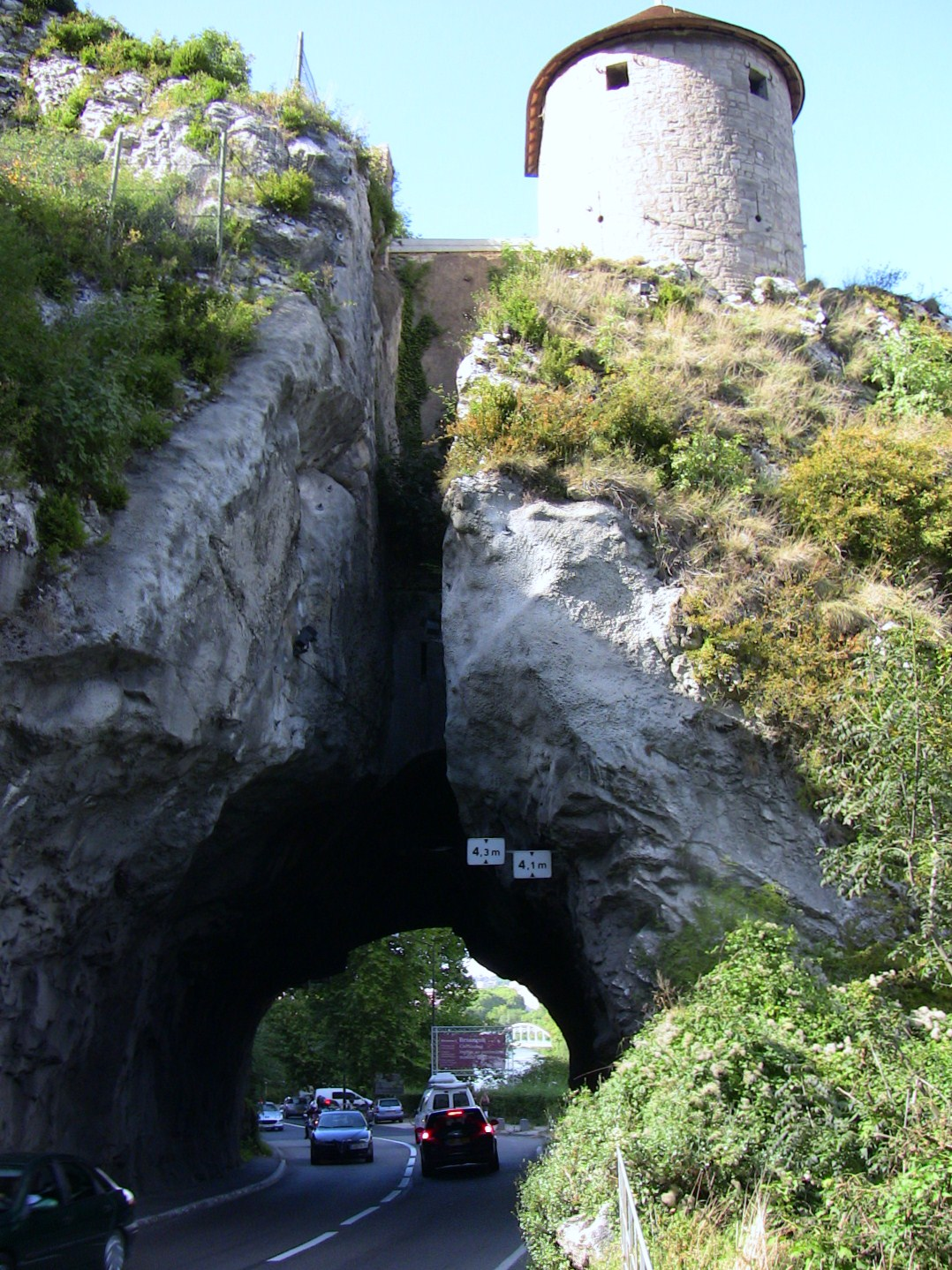
Puerta tallada en Besançon

La Puerta tallada de Besançon, fue construida muy posiblemente en época romana, y atraviesa un espigón rocoso en la zona de la acrópolis de la ciudad, para permitir el paso de una calzada que conduce a Suiza.

#### Pierre-Pertuis
47°12′45″N 7°11′42″E / 47.2125, 7.195
El col de Pierre Pertuis (la roca perforada, literalmente), cerca de Bienne, Suiza, tiene un paso de calzada romana incrutado en la roca, creando una puerta similar a la de Besançon·.

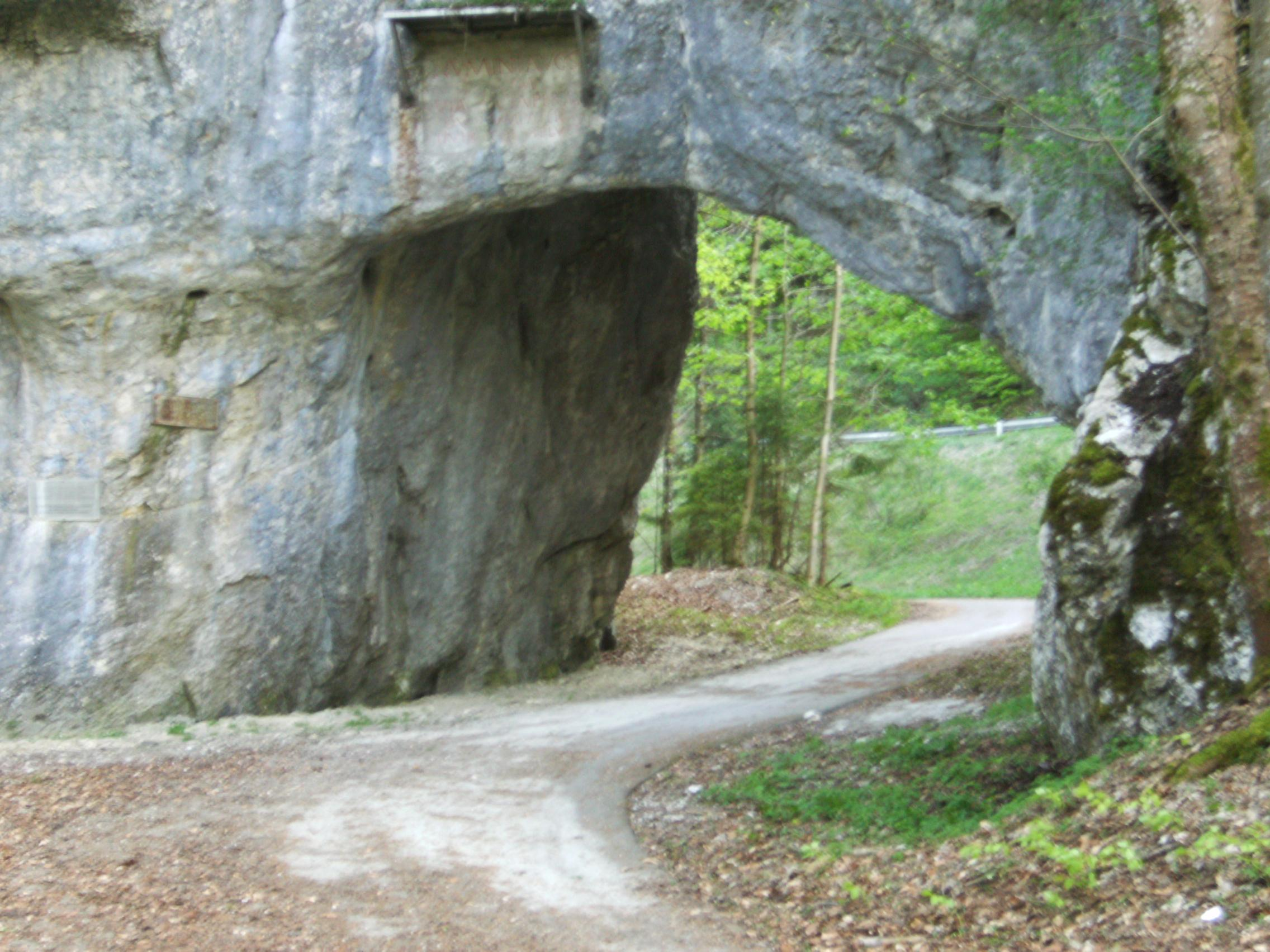
Túnel romano del col de Pierre Pertuis
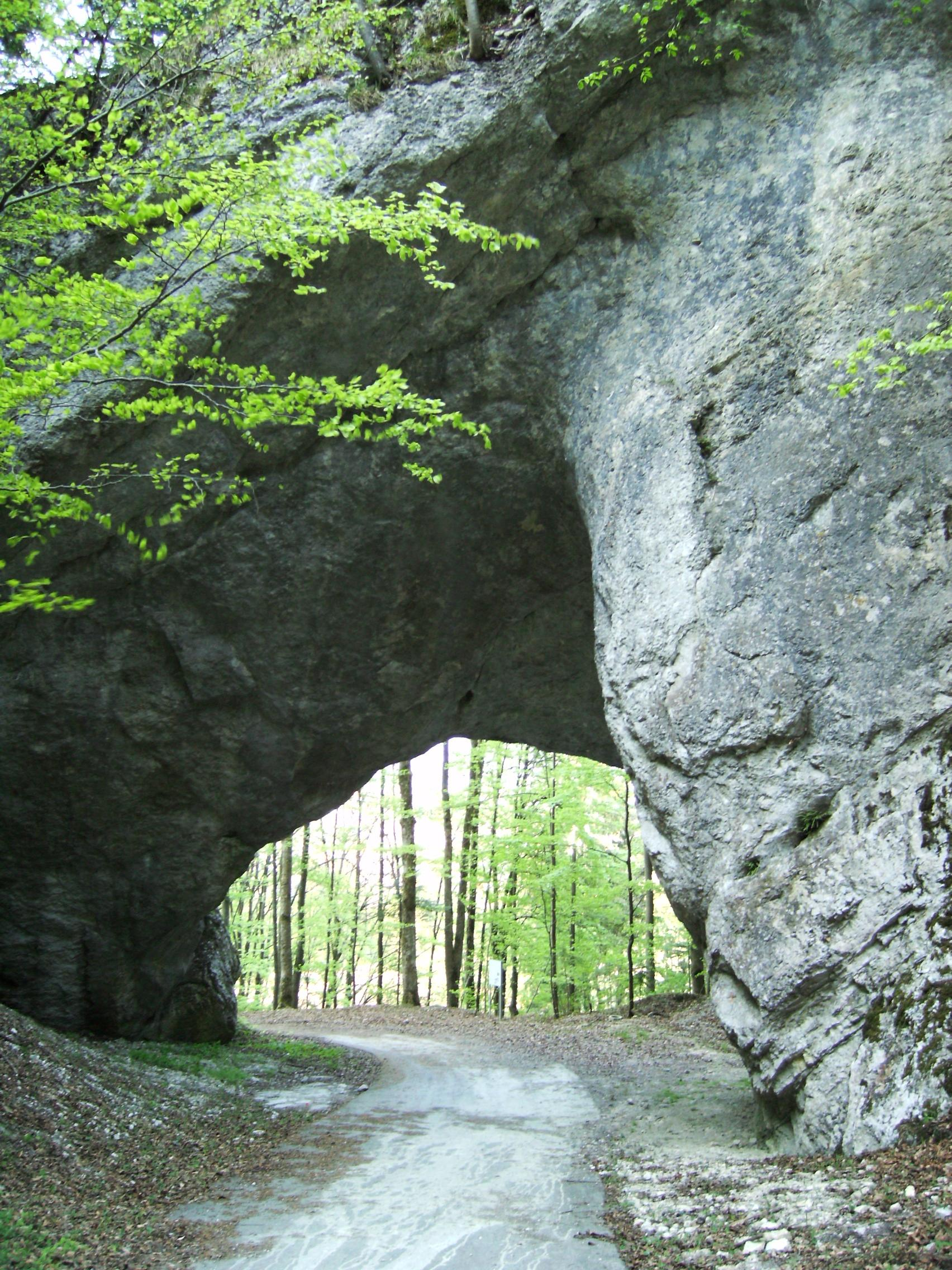
Túnel romano del col de Pierre Pertuis
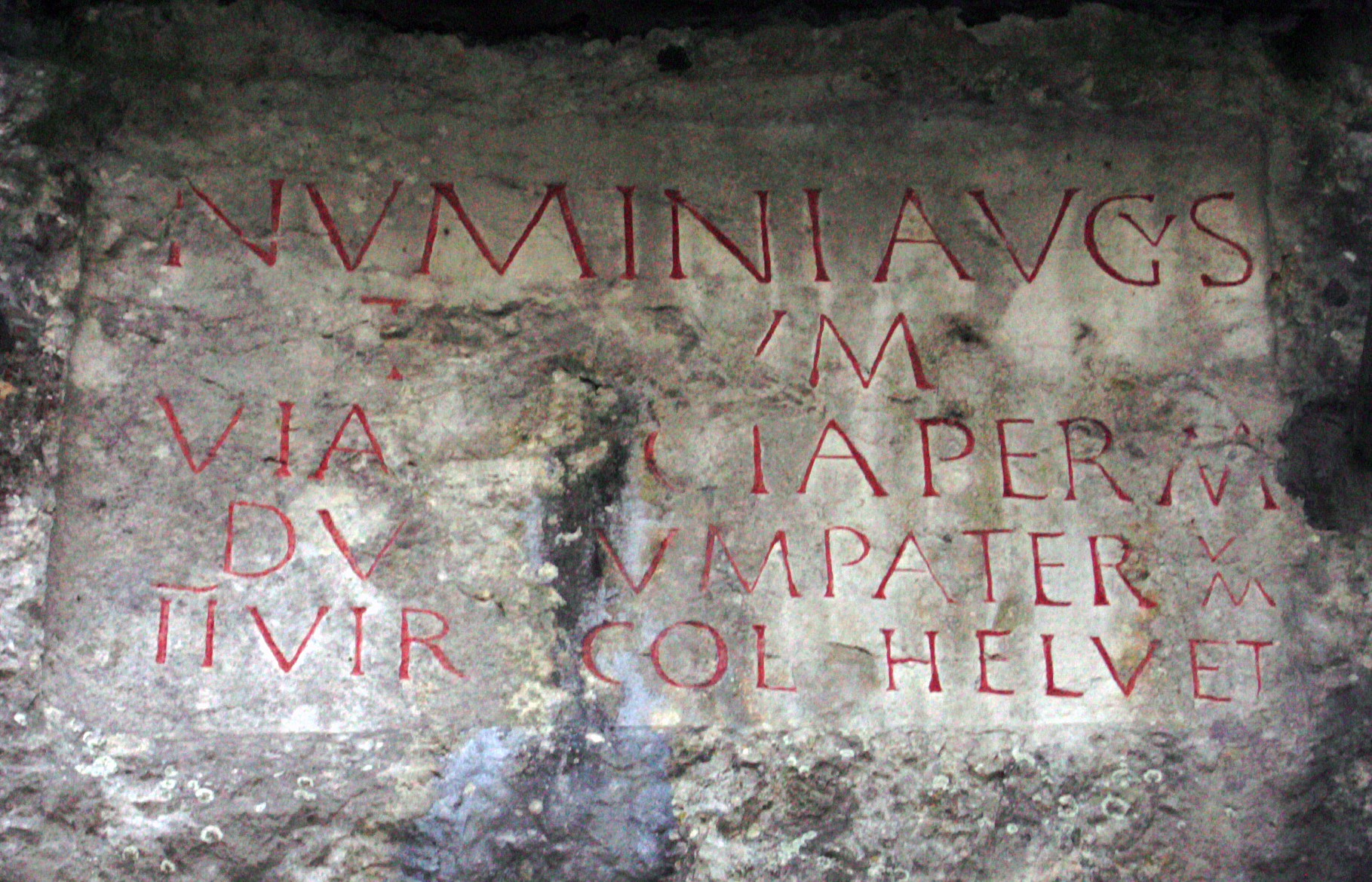
Inscripción romana en la entrada del túnel

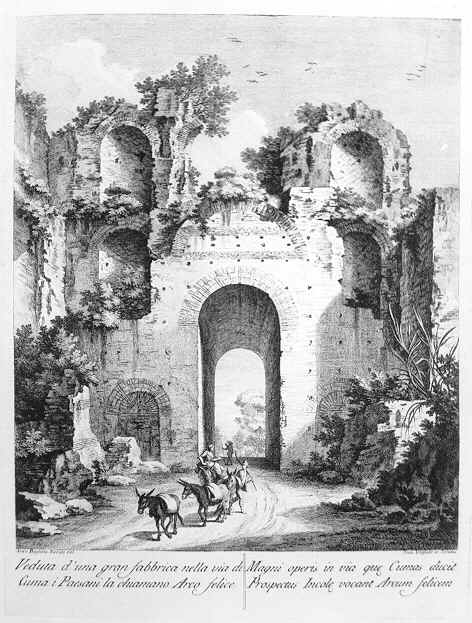
Arco Felice

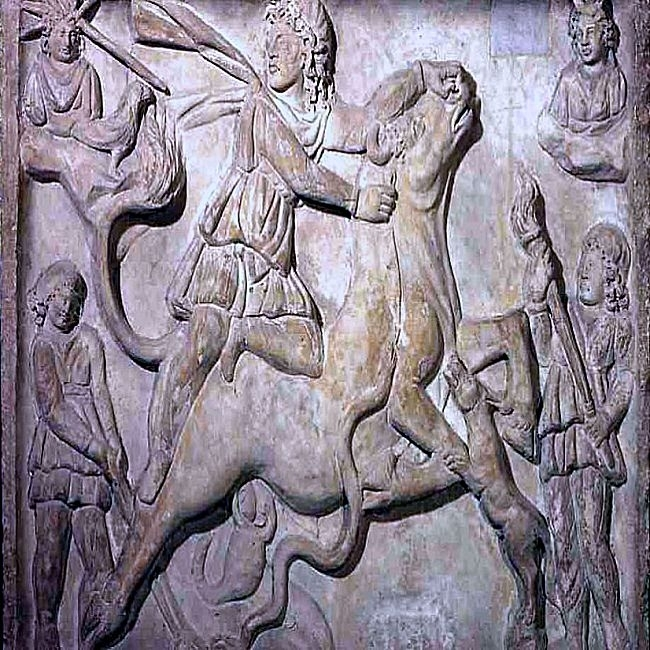
Cripta Napolitana: bajo relieve de Mithra

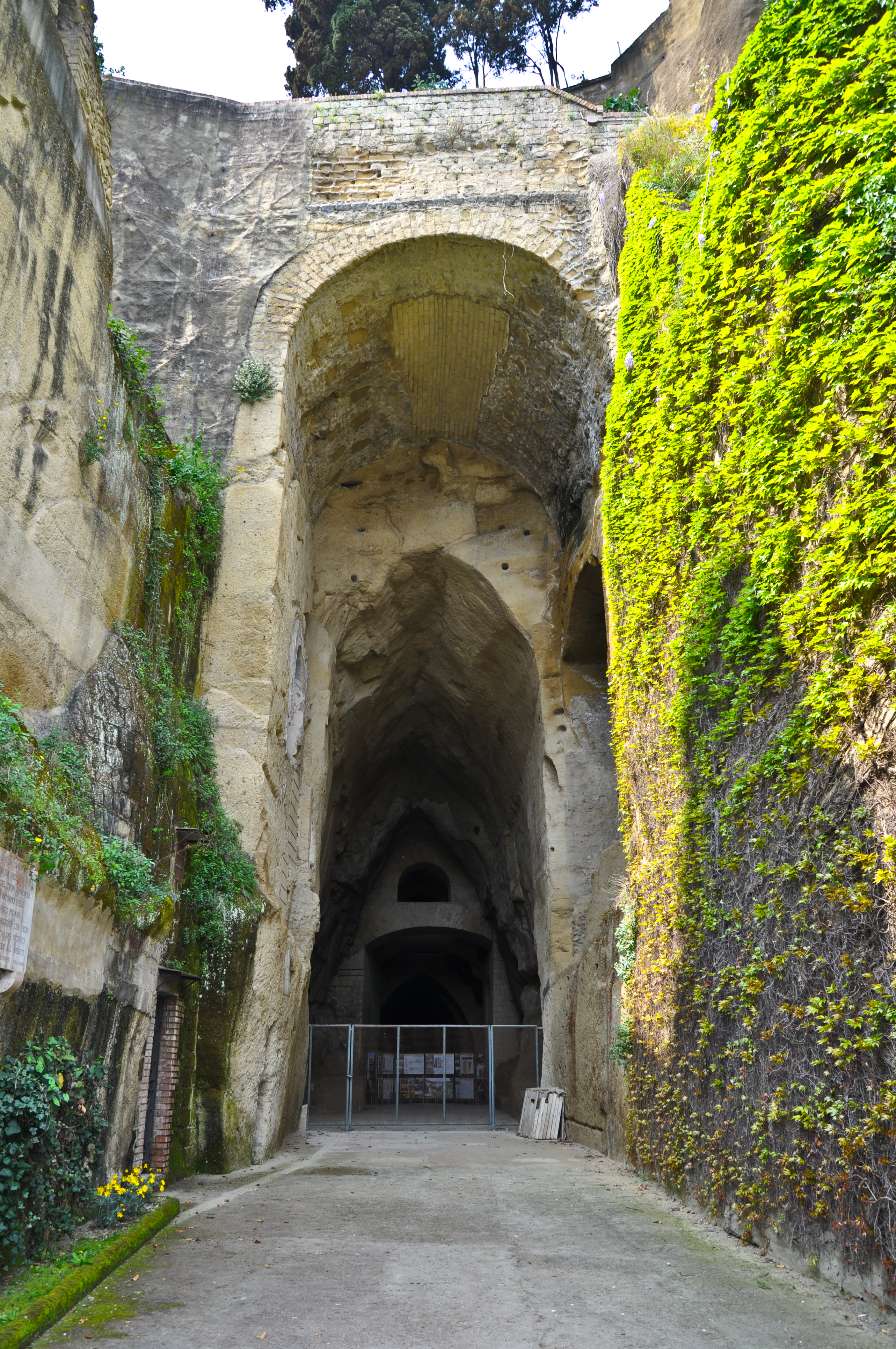
Cripta Napolitana, cerca de Nápoles

#### Arco Felice
40°50′45″N 14°03′57″E / 40.845805, 14.065706
El Arco Felice es un paso de vía construido en fábrica de ladrillo, cuyas paredes sujetan un tramo de la Vía Domiciana a través del Monte Grillo, entre Cumas y Pozzuoli, pasado el Lago del Averno, en la región italiana de Nápoles. Mide 20 m de alto por 6 de largo y fue construido en 95, bajo los auspicios del emperador Domiciano.

### Grandes túneles de la zona de Nápoles
Además del Arco Felice, cuatro grandes túneles para calzadas fueron excavados por los romanos desde el siglo I, en el tufo volcánico de los Campos Flegreos, entre Pozzuoli y  Cumas. Al menos dos de ellos se atribuyen al ingeniero Lucio Coceyo Aucto, natural de esa comarca.
Los tres primeros están directamente relacionados con la red de acueductos romanos que suministraban agua a Nápoles y Pozzuoli (aqueducto de Serino).

#### Cripta Napolitana
40°49′47″N 14°13′03″E / 40.829595, 14.217550
La cripta Napolitana es un gran túnel para una calzada romana, construido en el siglo I para comunicar rápidamente Nápoles con Pozzuoli. Según Estrabon, los trabajos estuvieron a cargo del ingeniero Lucio Coceyo Aucto. Sus dimensiones son gigantescas: 705 m de longitud por 4,5 m de ancho y 5 m de alto. ha sido restaurado varias veces desde el Renacimiento. En ella se practicó el culto a Mithra, conservándose fragmentos de bajorrelieves mitraicos de los siglos III y IV descubiertos en el interior del túnel, y actualmente conservados en el Museo Arqueológico Nacional de Nápoles. La cripta o gruta ha sido representada muchas veces por artistas de los siglos XVIII y XIX, junto con la vista clásica del gran mausoleo conocido como Tumba de Virgilio, situado en la entrada del túnel. Goethe visitó este romántico entorno el 27 de febrero de 1787.

#### Gruta de Sejano
40°48′00″N 14°10′35″E / 40.799900, 14.176255
La gruta de Sejano es un túnel excavado en el macizo de tufo volcánico de Posillipo, junto a la ciudad de Coroglio, en el área residencial de Gaiola, al borde del mar. Se atribuye a Sejano, Prefecto del pretorio bajo Tiberio. Fue abandonado con el paso del tiempo hasta ser descubierta en 1840. Resparada, continua prestando servicio. Durante la Segunda Guerra Mundial fue utilizado como refugio antiaéreo por la población cercana, para degradarse en los años siguientes y ser radicalmente restaurado en los años 90.
El túnel es rectilíneo y se desarrolla sobre 770 m de longitud, con una sección de 2,2 m, aunque en las entradas se alcanza una altura de 14 m, para permitir la entrada de luz y aire. Esta misma función aparece en tres bocas secundarias de 40, 29 y 129 m. La fábrica interior comprende arcos de piedra y paramentos de varios materiales, predominando el opus reticulatum. Se cree que la piedra extraída en su excavación sirvió para construir edificios cercanos.

#### Gruta de Cocceio
40°50′24″N 14°04′14″E / 40.840110, 14.070580
Más al oeste, la gruta de Cocceio es un túnel de casi 1 km, excavado en 37 a. C., por iniciativa de Agripa. Está en Cumas en el lago del Averno y formaba parte de las obras que debían transformar dicho lago de un puerto militar. La galería fue revestida con opus reticulatum con seis chimeneas de aireación e iluminación.  Durante la Segunda Guerra Mundial, sirvió de polvorín y una explosión accidental daño gravemente este túnel.

#### Cripta Romana
40°50′27″N 14°03′11″E / 40.840807, 14.053193
La Cripta Romana est un túnel romano que atraviesa de oeste a este la acrópolis de Cumas, que comunicaba el puerto antiguo de Cumas hasta el Arco Felice en la Vía Domiciana y hasta el lago del Averno, cerca de Nápoles. Desaparecido el interés estratégico del puerto de Putteoli al mejorarse bajo Augusto el puerto de Miseno y al abandonarse el proyecto de transformar el lago del Averno en puerto militar, después de la Guerra Civil, fue abandonado y sirvió de necrópolis, derrumbándose en gran parte, hasta que el general bizantino Narsés, durante el asedio de Cumas en el siglo VI, lo restauró para conseguir que sus tropas tomasen la ciudadela.
La Cripta Romana fue excavada de 1925 a 1931 por el arqueólogo italiano Amadeo Maiuri. Se puede ver actualmente debajo de la pasarela que permite acceder al lugar arqueológico de la acrópolis de Cumas.